# Cardà
Cardà (Caḍḍà in siciliano) è una frazione di 120 abitanti di Roccavaldina, comune italiano della città metropolitana di Messina in Sicilia.
Villaggio situato ai piedi del colle nella cui cima si trova il borgo di Roccavaldina, capoluogo comunale, immediatamente ad est del torrente Bagheria, affluente del Niceto, e a Sud di Torregrotta, città più vicina.
Questo piccolo centro urbano è noto in zona soprattutto grazie alla festa patronale realizzata in onore di San Giuseppe, in cui l'apice è la Maccheronata, che si tiene annualmente nei primi giorni di Agosto, ed attira nella piazza del paese, migliaia di visitatori.

## Monumenti e luoghi d'interesse

### Architetture religiose
- Chiesa San Giuseppe.